# Mario Valota
Mario Valota (?, 1918. február 8. – ?, 2000. szeptember 30.) olimpiai és világbajnoki bronzérmes svájci párbajtőrvívó.